# 장문재
장문재(張文才)는 전라북도 임실 출신으로, 일제강점기에 독립 운동가를 경찰에 밀고한 인물이다.

## 생애
전라도 지역에서 친일 경찰로 유명했던 김대형의 수하에서 밀정으로 활동하면서 이 지역의 독립 운동가들인 김여삼 등 수십명을 밀고했다.
광복 후인 1949년에 반민족행위처벌법에 따라 임실군 임실면에서 반민족행위특별조사위원회 특경에 체포되었다. 3월 3일에 김대형이 전북 지역에서 가장 먼저 체포되고 장문재는 3월 11일에 체포되었다.
이때 그가 밀고한 사람들 중 교수형 집행이 1명, 옥사한 사람이 1명 있었다는 사실이 드러났다. 그러나 다음 달까지 기소되지 않고 있다가 반민특위가 해체되면서 별다른 처벌을 받지 않았다.
2002년 민족정기를 세우는 국회의원모임이 선정한 친일파 708인 명단 중 밀정 부문에 포함되었다.

## 참고자료
- 고원섭 (편) (1949). 〈高等警察 金德基와 그 一行들〉. 《반민자죄상기》. 서울: 백엽문화사.